# Xilofàgia

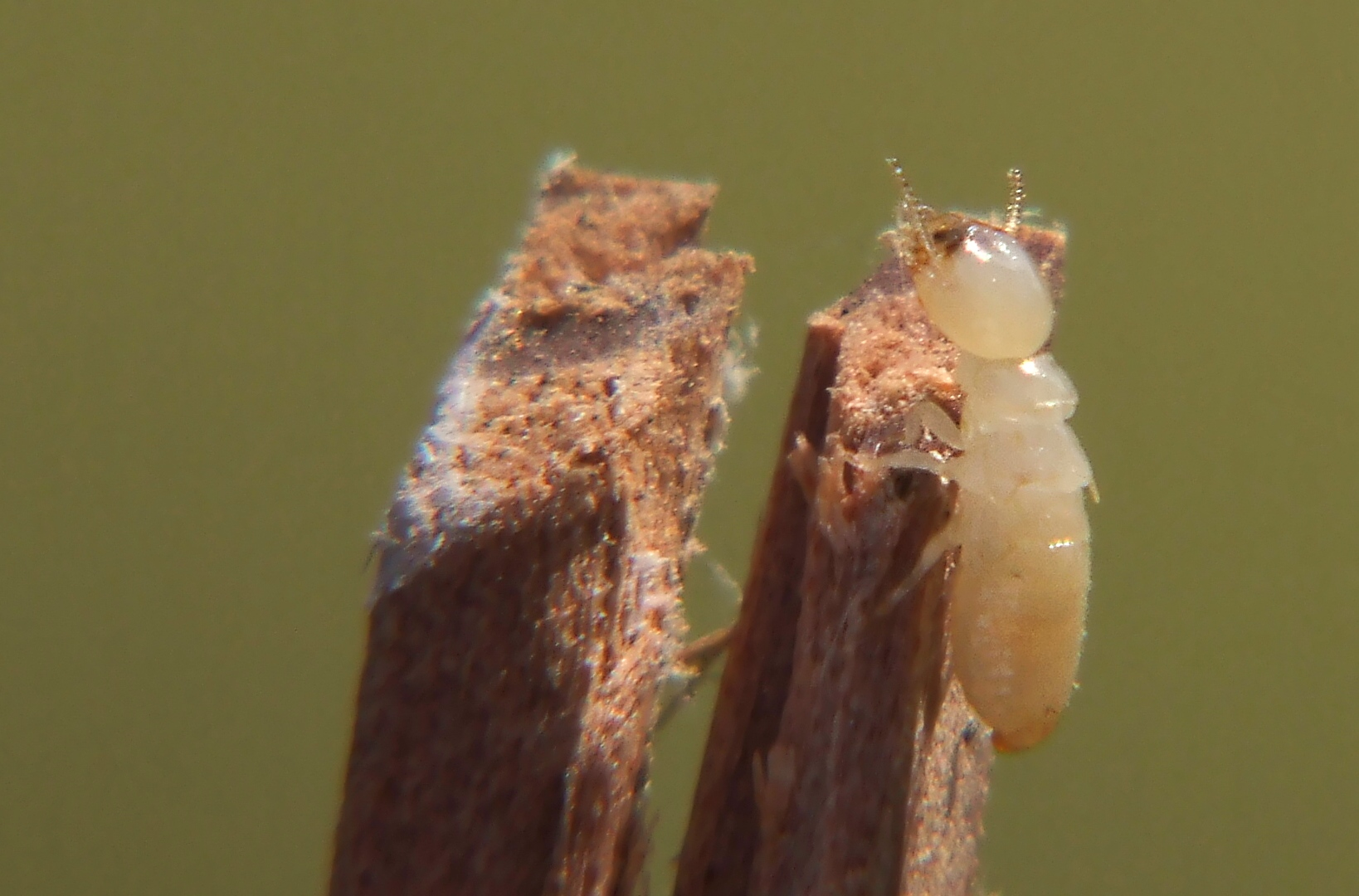
Tèrmit obrera

En ecologia, la xilofàgia és un règim alimentari propi d'animals herbívors que consisteix a nodrir-se, principalment o sovint exclusivament, de fusta. Aquesta paraula deriva del grec ξυλοφάγος (xulofagos) "que menja fusta", de ξύλον (xulon) "fusta" i φαγεῖν (fagein) "menjar". Els animals que mengen només fusta morta s'anomenen saproxilòfags.

## Insectes xilòfags
Gran part dels animals xilòfags són artròpodes, principalment insectes, entre els quals aquest hàbit és prou comú i es troba en força ordres diferents.
Molts insectes xilòfags tenen protozous simbiòtics i/o bacteris en el sistema digestiu que els ajuden a degradar la cel·lulosa. Altres, com els tèrmits de la família Termitidae, tenen cel·lulasa pròpia. També n'hi ha una part que treuen profit dels fongs que es troben entre la fusta en descomposició. Aquests sovint transporten les espores dels fongs dins del cos en unes estructures especials, anomenades mycangia, i infecten l'arbre hoste on ponen els ous.

## Exemples d'animals que mengen fusta
- Barrinadors de les escorces
- Vespes de la fusta (sirícids)
- Tèrmits
- Panaque
- Limnoriidae
- Teredínids
- Castors